# 省スペースパソコン

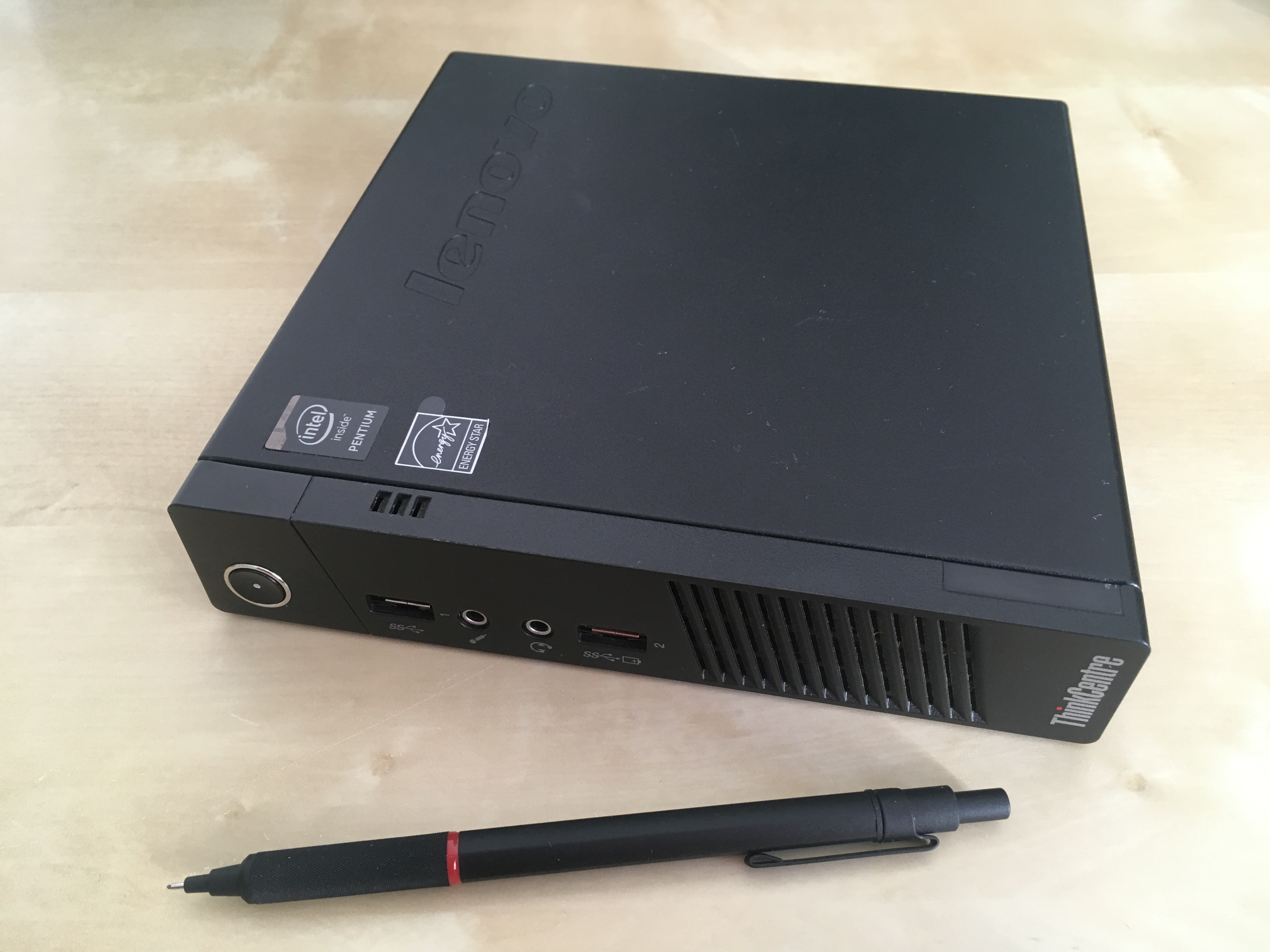
省スペースパソコンの一つ ThinkCentre M73

省スペースパソコンとは、恒久的に一所に設置して使われることを意図したパーソナルコンピュータ（パソコン）のうち、タワー型のデスクトップパソコンに比べ小型でスペースを取らないことを特徴とするものを指す俗称ないしは総称。スモールフォームファクタ (Small Form Factor, SFF) ともいう。1990年代後半から出現したスリムタワー型、キューブ型デスクトップパソコンに代表される。

## 概要
1990年代までのパソコンでは、一般に横置き型やミドルタワー型と呼ばれる比較的大柄な筐体を採用したデスクトップパソコンが主流となっていた。この背景には、まず拡張性の確保、次に大容量・高性能な大型ハードディスクドライブやリムーバブルメディアドライブ等の内蔵、加えて将来のアップグレードへの対応、さらにパーツの共通化による汎用化やコスト削減、などといった要請があった。日本では、1980年代後半から拡張スロットを3～4程度備える横置き型パソコンが、また、1990年代半ばからドライブベイを複数備えるタワー型パソコンが広く用いられるようになった。タワー型パソコンは、2000年代以降も高クロックCPUの採用に伴う放熱性の確保やそれらを支えるための比較的大容量な電源装置の搭載が必要とされる分野で使用され続けている。
1990年代までのデスクトップパソコンは、2000年代のパソコンで必須と考えられている機能、例えば高度なグラフィクス機能や通信機能（内蔵モデムやLAN機能）、サウンド機能、SCSIなど周辺機器接続のためのインターフェイス機能を全てオンボードでは備えておらず、多くの機能を拡張カードによる機能拡張により実現していた。また、1990年代半ばにおいてユーザインタフェース (UI) のグラフィカルユーザインタフェース (GUI) 化という大きな世代交代期を迎えており、パソコンの処理に必要な能力の大幅な増加で性能が慢性的に不足するという状況が一時発生した。しかし、その後のパソコンの処理性能の大幅な向上や主要な機能のオンボード化で、高い拡張性や高性能なCPUや周辺デバイスを誰もが必要としない時代へと移った。特に日本においては、オフィス環境や住宅環境等の条件からそれらを犠牲にし、ある程度性能に対して高い価格であったとしてもより省スペースなパソコンを望む層も一定数存在しており、拡張性を犠牲にすることによって全体をコンパクトにまとめた製品のニーズが高まった。この頃に出現した小型のパソコンをさして省スペースパソコンという言葉が用いられる。
日本では、1990年代後半からオフィスパソコンの分野で小型のデスクトップパソコンを使用する動きやノートパソコンをデスクトップパソコンの代替として使用する動きが活発化した。1990年代後半にスリムタワー型のパソコンが登場しはじめ、従来は広く用いられた横置き型パソコンを代替し始めた。また、インターネットの普及とともに家庭でのパソコン利用が拡大し始め、1990年代末頃から従来の事務的なパソコンとは異なる家庭用を意識したデザインのパソコンが多く出現するようになった。この頃のパソコンでスリムタワー型が広く採用され、やや遅れて普及しはじめた液晶ディスプレイと併用することで省スペース化が進んだ。一般家庭向けのパソコンでは、デザイン的な観点でも工夫が見られるケースが多く、このような省スペース志向のパソコンのラインナップを拡大させる要因の一つとなっている。
ノートパソコンを通常のデスクトップパソコンとして使用する動きも、1990年代後半にオフィスパソコンの分野で、2000年代前半に家庭用パソコンの分野で活発になった。ノートパソコンは、1990年代半ばまではデスクトップパソコンを補佐するモバイルパソコン的な意味づけをある程度持っていたが、時代が下るにつれて、本格的なモバイルを志向する軽量なノートパソコンと、デスクトップパソコンと同等かそれ以上のユーザビリティ（使い勝手）を志向する大型ノートパソコンに分化した。日本では、ノートパソコンの普及が海外に比べて比較的早く進み、1990年代末頃には主要メーカーのパソコン出荷台数の半数近くをノートパソコンが占めるようになった。この頃には、液晶サイズの大型化も進み、家庭用のデスクトップパソコンとしても用いられるようになった。大型ノートパソコンは、旧来の固定設置型のデスクトップパソコンを代替し、可搬性（ポータビリティ）を備える省スペースのデスクトップパソコンとして2000年代に広く普及している。
1990年代後半に省スペースパソコンをリードしたスリムタワー型パソコンは、2000年代初頭に最盛期を迎えたが、その後は停滞へと向かった。CPUの高クロック化と高消費電力化による騒音・放熱の悪化や、旧式のフォームファクタの汎用部品を使用していることによる小型化の限界など、省スペースと呼ぶには中途半端な部分が目立つようになった。デスクトップ型の形を保ったまま小型化を志向したものでは、ノートパソコン用のスリムタイプのドライブ装置や消費電力や放熱の絶対値が低いCPUを採用するものもあったが、デスクトップ型パソコンとして見ると高コストや汎用性の低下などのデメリットがあり、また、省スペースや使い勝手でみれば格段に優れる大型ノートパソコンに対して中途半端になりやすかった。2000年代にノートパソコンのデスクトップ化が進んだことで、家庭向けのパソコンではスリムタワー型パソコンは衰退傾向となった。
一方、汎用部品を多用する初期の（現在では大型な）スリムタワー形パソコンは、適度な省スペース性とコストパフォーマンスのよさで、オフィスのパソコンに広く使用されている。企業などで用いられるパソコンでは、一般事務作業などには高性能なパソコンは必要なく、シンプルな小型のパソコンが選択される場合も多い。また、大型化が進んだ本体がディスプレイなどとは独立した筐体に収められているもの多く存在するが、特に近年、大型の液晶パネルなどがパソコン用に広く使われるようになってきたことと関連して、液晶パネルに本体を内蔵したような形のものが増えてきている。
2000年代後半になると、デスクトップパソコンとして使用されるノートパソコンの大型化にも限界が生じてきた。2000年代半ばのノートパソコンは、初期には液晶デスクトップパソコンで使用されていた15インチサイズやそれ以上の大型液晶を搭載するようになり、2005年頃にはアメリカで17インチ超の液晶を搭載した超大型ノートも出現するようになった。
これに代わるものとして、ディスプレイ一体型デスクトップパソコンがある。パソコン本体とディスプレイが一体化したパソコンで、従来のスリムタワー型デスクトップパソコンともノート型パソコンとも異なる。スリムタワー型デスクトップパソコンに対しては省スペース性とスマートな設置性をもち、ノートパソコンに対しては大きなディスプレイに適しているという特性をもっている。1990年代末頃にコンセプト的な機種が多く現れ、2000年代初頭にはパソコンの性能向上により映像にも対応できる実用性を高めた機種が出現してパソコンの中で一定のジャンルを築くようになった。

## 歴史
1970年代後半、パソコンの登場した当時、標準的なサイズというものは存在せず、省スペースパソコンという概念も存在しなかった。もちろん、比較的大型のものと比較的小型のものの区別は在ったし、用途別に使い分けられてもいたが、今日のようなはっきりとしたコンセプトの違いはなかった。8ビット時代（1970年代後半から1980年代前半）のパソコンはApple のApple IIやNECのPC-8000シリーズ・PC-6000シリーズ、富士通のFM-7、各社MSXパソコンなどキーボードと本体が一体となり、今日的な基準から言えば十分に省スペースと呼べるものも多かった。あるいはシャープMZ80シリーズやコモドールのPET-2001などのオールインワンタイプもあった。もちろん、PC-8800シリーズなどキーボードと本体が分離したものもあったが、どちらかというと高性能・高級な機種に採用される例が多かった。
1981年、IBMのIBM PCの登場と前後して16ビット機への移行が始まる中、以後事実上の標準とみなされることになるPC/AT（1984年）や、日本国内において1980年代後半から1990年代前半にかけてデファクトスタンダードの地位を築いたPC-9800シリーズの登場などを境に、パソコンの主流が横置き型の独立した本体を持つ大型で拡張性の高い機種とみなされるようになってくる。このような条件がそろって初めて省スペースパソコンという概念もまた登場したといえよう。

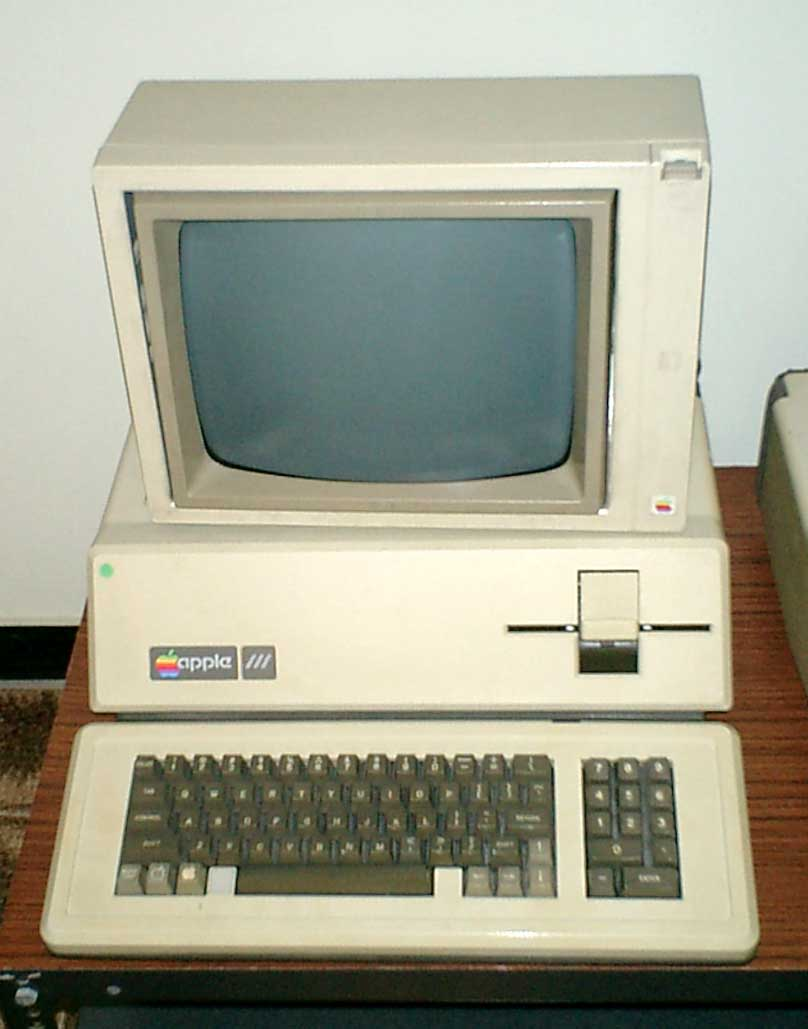
Apple III

Appleはこの時期にApple IIIという比較的コンパクトなデスクトップパソコンを作っているが、デザイン優先のあまり設計に無理をきたし不安定で、商業的にも失敗している。その後Appleは1984年、Macintoshを発売する。初代Macintoshは9インチディスプレイ一体型で3.5インチFDDを採用していた一方、拡張性はなく、コンパクトなパソコンであり、省スペースパソコンと呼べるものであった。以後もAppleはコンパクトな一体型Macintoshを作りつづける。
独立の本体を持つ省スペースパソコンとしては、日本国内ではNECのPC-9801U2（1985年）あたりが明確に省スペースパソコンの概念を打ち出した走りであると思われる。拡張スロットを通常の4個から2個へと削り、5インチFDDが主流であった時代に3.5インチフロッピーディスクドライブ (FDD) を採用している。当時の基準から言えば、CRT（ブラウン管）ディスプレイの横に立てて設置すると、ほとんど場所を取らないといってよいものである。

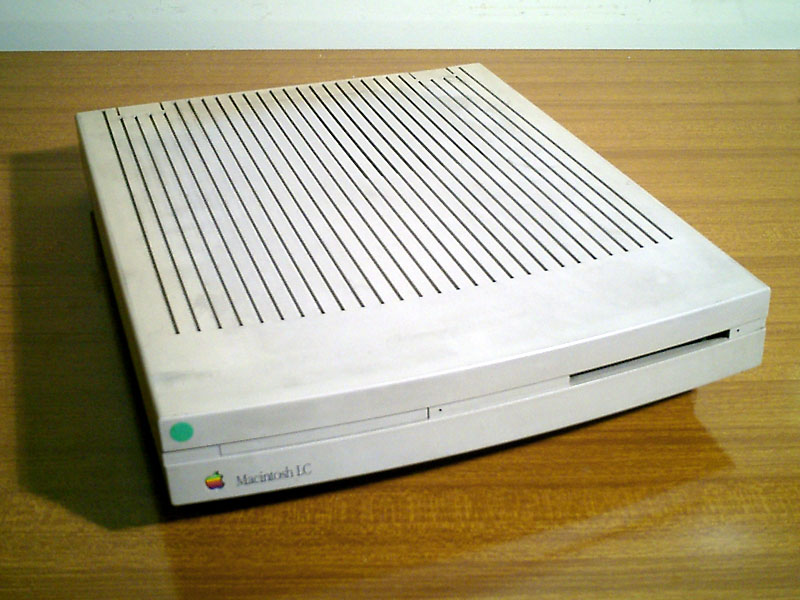
Macintosh LC

Appleの独立筐体を持つ省スペースデスクトップ機としては1990年に発売されたMacintosh IIsiならびにMacintosh LCがある。特にLCは3.5インチFDDとHDDを搭載可能で拡張カードスロットも備えながらも小型であり以後シリーズ化された。デザイン的にマッチする12インチディスプレイと組み合わせると、一体型Macより一回り大きい程度のコンパクトなシステムを構成できた。
1980年代後半から、液晶ディスプレイ（や一部ではプラズマディスプレイ）などの薄型の表示装置が一部のPC用で使われるようになってきた。初めはNECのPC-9801LTやAppleのMacintosh Portableなどのラップトップパソコン、後にはAppleのPowerBookや東芝のDynaBookなどのノートパソコンとなる系統である。特に初期のラップトップマシンは持ち運び用途もさることながら、省スペースデスクトップパソコンとしての性格も強いものであった。また、PC-9801Tなどラップトップパソコンの体裁を保ちながらキーボードと本体を分離できる機種もあり、今日的な液晶ディスプレイ一体型省スペースデスクトップ機の走りと見ることもできる。
1990年代も半ばに差し掛かると、日本語OS環境の整備と性能の向上や低価格化によって、PC/AT互換機をベースとするいわゆるDOS/V機が日本でも認知されるようになる。普及初期は横置きの筐体を基本としたが、高性能で拡張性を特に重視するものを中心にタワー型の筐体を持つものが増えるようになった。それ以前の横型機種でも縦置き可能なものは存在したが、はじめから縦置きを前提にしたものは少なく、PC-8800シリーズの一部やFM-TOWNS、シャープのX68000シリーズなどに例を見るにとどまっていた。同時期にアップルでも高性能機種を中心にタワー型筐体を採用するようになっている。
1990年代後半、スリム型（スリムタワー型）・ブック型などと呼ばれる小型の縦置きパソコンが現れてくる。特に同時期にデスクトップパソコン用表示装置として普及の兆しを見せていた液晶ディスプレイと組み合わせると、一般的な横置き筐体のパソコンとCRTの組み合わせよりもはるかにコンパクトなシステムを実現できた。一時期は省スペースデスクトップパソコンといえばこの形式のものをさすのが普通であったほどである。1997年頃、まだまだ液晶ディスプレイ装置などは比較的高価格であったにもかかわらず、たとえばアキアはDOS/V機とMacintosh互換機の両方でこの形式のパソコンを中心に販売して短期間のみだが成功を収めた。アキアは後にAppleのMac互換機戦略変更のあおりを受ける形でパソコン業界から撤退し解散したが、今日でもビジネス用途などで用いられる低価格帯製品を中心に、この手の製品を大手パソコンメーカのラインナップの中に多く確認することができる。
一体型パソコンでは、WindowsなどのGUI環境の普及に伴って大型のディスプレイが必要とされた事からCRTディスプレイが巨大化し、オーソドックスな横置きまたはタワー型のパソコンとCRTとの組み合わせよりはコンパクトであったとはいえ、依然としてあまり省スペースといえるものではなくなりつつあった。この時期の一体型パソコンの第一の売りはコンパクトさではなく、配線がいらないなどの簡便さであり、1990年代後半以降の機種ではあまり性能や機能を求めないことに由来する価格の安さであった。この路線の機種として、PC-9821シリーズの一体型機種（CanBe、1992年～)やPS/V Visionなどのいわゆるマルチメディアパソコンがある。1994年頃、日本でもパソコンの Windows化が本格的には進み始めたことで、周辺機能のハードウェアをあらかじめ備え、OSやアプリケーションソフトウェアをプリインストールしたオールインワン型のパソコンが出現した。オールインワン型のCRT一体型パソコンが多く出現し、一時的なにぎわいを見せたものの、性能の低さのため短命に終わったものが多い。そこそこの性能で、安く必要な機能をそろえるという発想は、時期尚早だったものと考えられる。この時期のCRT一体型パソコンは汎用のパーツを使用する横置き型デスクトップパソコンやタワー型パソコンと比べて安価ではなかった。

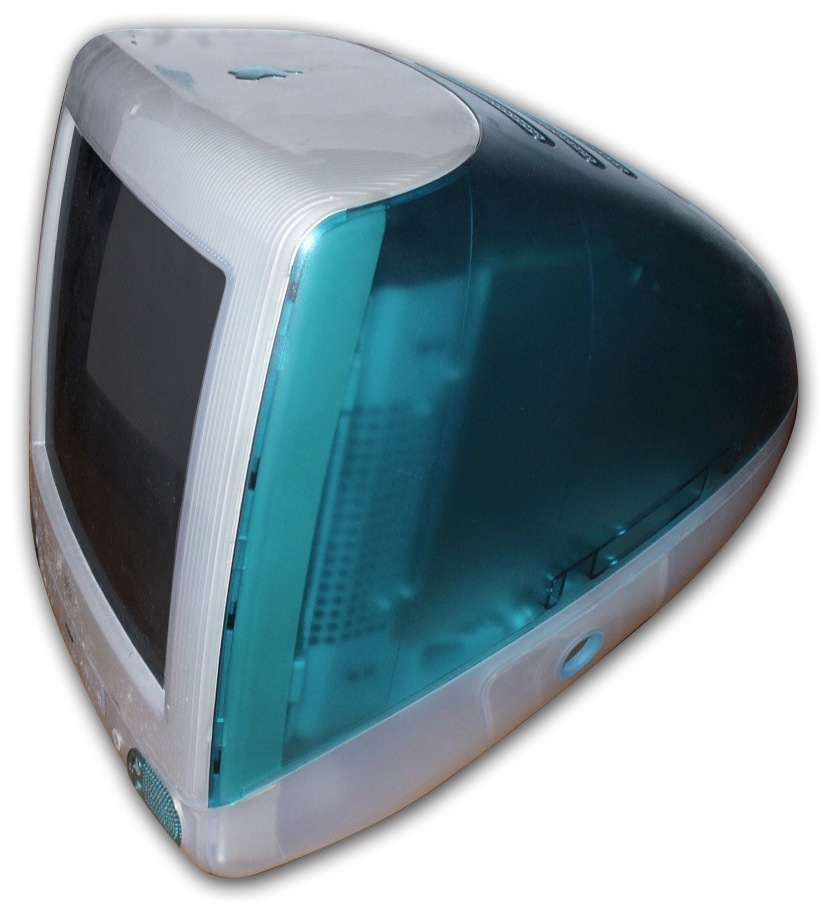
初代iMac

しかし、AppleからiMacが登場すると、再び省スペースパソコンとしての一体型機種の地位は向上することとなる。セットアップの簡便さという特徴はそのままに、レガシーデバイスの廃止や、思い切った拡張性の削減によってCRTディスプレイ一体型でありながら、十分なコンパクトさを備えることができた。しかも、同時のMacintoshラインナップの中では十分な性能を持つPowerPC G3をCPUに採用したことで、真の意味で家庭用としては十分な性能を持った廉価版コンパクト機種として登場することができた。また、デザインを重視したパソコンはiMac以前にも有ったとはいえ、一般家庭向けパソコンのデザインについてインテリアの一部としての側面を広く意識されるようになったのも、iMacの登場による影響の一つだと考えられ、このような風潮は現代の省スペースパソコンのデザインにも少なくない影響を与えていると考えられる。
この時期に、一般家庭へのインターネット接続環境の普及が始まったということもまた、このような使い勝手を重視したスタイルの省スペースパソコンの普及に拍車をかけたと考えられる。それまでは、ワープロや表計算などの実用目的にしろ、ゲームなどの趣味用途にしろ、パソコンの購入にあたっては分かる人が自分の目的に合わせて選択するのが当然であったのに対して、1990年代後半以降、特に目的がなくとも、インターネット端末として利用し、必要になったときに、ワープロでも何でもその目的にあわせて使えばよいという意識が一般化することになる。一般家庭においても、パソコンの導入はもはや特別なことではなくなったのだ。一般家庭向けのインターネット接続端末としては、テレビ受像機にその機能を持たせたものや、家庭用ゲーム機にその機能を持たせたものなども登場したが、それらは一般的なインターネット・インフラの一部として成功することは無かった。結局、一般大衆向けのインターネット接続装置として成功を収めることができたのは、家庭用省スペースパソコンと携帯電話（PHSを含む）であった。
前述のとおり、独立の筐体を持つタイプでの液晶ディスプレイの利用は、15インチ液晶ディスプレイ装置が市場に浸透するに伴ってすぐに増えていったが、ノート型を除く一体型パソコンにおける液晶ディスプレイ装置の採用は、すぐには進まなかった。このことの原因の一端に、液晶ディスプレイパネルの価格が非常に高価であったことが上げられるであろう。GUIの普及や初期にはCD-ROM、そして後にはインターネットを通じたマルチメディアコンテンツの配信の一般化に伴って、パソコンのディスプレイ装置の大型化は時代の要請であった一方で、一般家庭においては、主に価格の面でパソコンの導入に抵抗感が残っていたこともから、液晶ディスプレイを一体型パソコンに用いる試みは、それほど盛んであったとはいえない。もちろん日本IBMのPC/55Eのような機種はあったし、AppleのTwentieth Anniversary Macintoshなど例もあったのだが、ノートパソコンや、スリム型パソコンに対する優位性はほとんど無かった。
しかし、さらに時代が経つにつれ大型のカラー液晶ディスプレイパネルの低価格化が進むと、安価であることを優先してCRTを採用していた家庭用一体型パソコンでもTFT（薄膜トランジスタ）カラー液晶パネルを採用するものが増えてくる。CRTを採用したものは、特に低価格をアピールするものに限られるようになり、画面サイズのわりに筐体が大きく、画質も良くない（これは、低価格化のために安物のCRTを用いたからであり、CRT自体のポテンシャルは現代の液晶よりも高いというのが一般的な見解である）と敬遠されるようになった。2024年現在では、CRTを採用した一体型機種は存在せず、すべて液晶一体型となっている。
冒頭定義などからも明らかであるように、省スペースパソコンという概念は、世の中にパソコンの標準サイズについて一致した理解があって初めて成立するものである。Mac miniが登場した以降の2000年代後半、パソコンがディスプレイと端子を残して極限まで省スペース化し、本体内をいじることによる拡張性・カスタマイズ性が重要視されなくなると、省スペースパソコンという概念は融解したものとなった。

## 特徴
スモール・フォーム・ファクタ・コンピュータは通常、最新のデスクトップ・コンピュータと同じ機能を、より小さなスペースでサポートするように設計されている。ほとんどの場合、x86マイクロプロセッサ、標準DIMMメモリーモジュール、標準8.9cm（3.5インチ）ハードドライブ、標準13.3cm（5.25インチ）光学ドライブを使用。
多くの市販製品は、8.9 cm（3.5インチ）ドライブ用のベイを1つしか備えておらず、13.3 cm（5.25インチ）ドライブ用の外部ベイは1つか2つしかありません。標準的なプロセッサ・ヒートシンクは、SFFコンピュータの内部に必ずしも収まらないため、一部のメーカーは特別な冷却システムを提供しています。拡張カードが1枚か2枚しか入らないケースもあるが、GeForce GTX-295のような3/4長のカードが入るケースもある。ほとんどのSFFコンピュータは、多くの周辺機器を内蔵した一体型マザーボードを使用しており、拡張カードの必要性を減らしている。2020年現在、多くのSFF-PCケースは、光学ドライブ および3.5インチ・ハードドライブの消費者領域における人気の低下により、2.5インチ（SATA SSDを収容するのに十分な大きさ）より大きい拡張ベイを備えていない。
ケースに「SFF」と書かれていても、フルサイズ（PS2フォームファクター）の電源をサポートするキューブ型のケースは、実際にはmicroATXフォームファクターである。真のSFFシステムは、SFX、TFX、またはそれ以下の電源を使用し、ラップトップ電源の形で外付けの「電源」を必要とするものもあります。
一部のSFFコンピュータには、ノートPC用光学ドライブ、ノートPC用メモリモジュール、ノートPC用プロセッサ、外付けACアダプタなど、モバイルコンピューティング用に設計されたコンパクトなコンポーネントも含まれています。

## 類型

### ディスプレイおよびキーボードとは独立した本体を持つもの

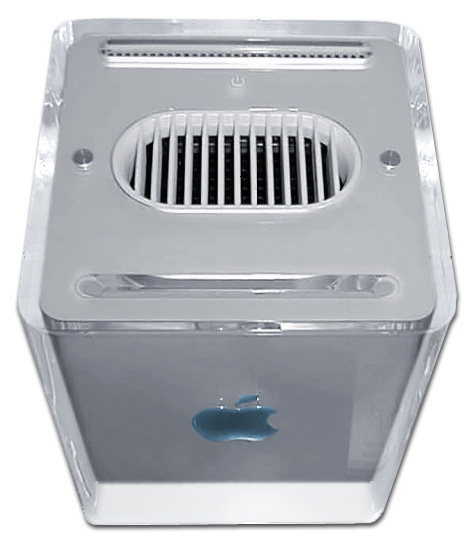
Power Mac G4 Cube (2007年）

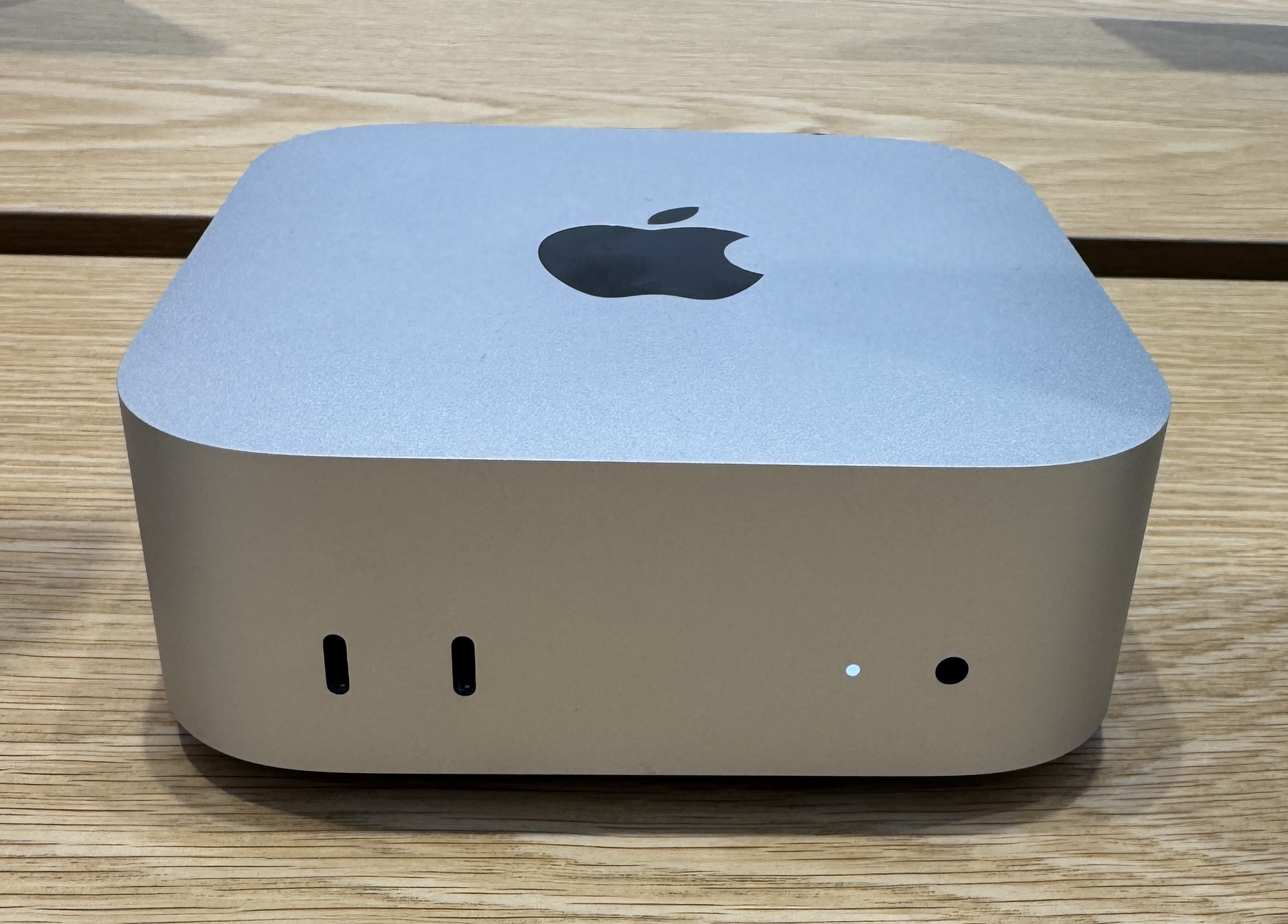
Mac mini (2024年)

機器の構成としては、通常のデスクトップ型の範ちゅうに入るが、通常のデスクトップ型パソコンよりも明らかに小型の筐体を持つもの。古くは、NECのPC-9801U2やAppleのMacintosh LCシリーズなど。今日では、省スペースパソコンの中では比較的大型で、そこそこの拡張性も持ち合わせた、スリム型/ブック型などと呼ばれるタイプや、Power Mac G4 Cubeに代表されるようなキューブ型などがある。さらにはMac miniなどはその究極の形と言えるかもしれない。
スリム型・ブック型のものは、拡張カードの増設枚数も2枚程度にとどまる場合が多く、外部インターフェースもほとんどフルスペック、内蔵ドライブの類も通常のデスクトップパソコンと共通のものを用いる場合が多い。あくまでも、通常のデスクトップパソコンのサブセットといった面持ちである。ただし、CPUに関しては、ノートパソコンや低価格PC向けを意識して作られた、低消費電力のものが選ばれることが多く、チップセットなどもできるだけ部品点数を減らし低価格化を実現するために、ワンチップでグラフィックスやサウンドの機能なども含んだ製品が利用される傾向にある。設置スペースの削減を第一の目的とするというよりは、むしろトータルの導入費用を下げる目的の一環として小型の筐体が選ばれているのだと解釈するほうが妥当かもしれない。
一方でそれ以外のタイプに関しては、ドライブ装置などもノートパソコン様のスリムタイプのものを積極的に選んだり、拡張カードについても一枚かそれ以下という厳しい制限を持つものが多い。また、専用部品が多くなる結果、性能からするとむしろ高価と感じられる製品も多くなる。結局のところ、設置場所は節約したいが、何らかの理由（一体型PCのような大画面は必要ないなど）によりディスプレイと本体を分離したいというニーズが発生しないかぎりは、このようなタイプを選ぶ理由はないといえるかもしれない。ただし、AppleのMac miniやデルのStudio Hybridなどデザイン的にはユニークな製品も多く、また低騒音など特殊な性能を持っている場合もある。

### 液晶ディスプレイ一体型

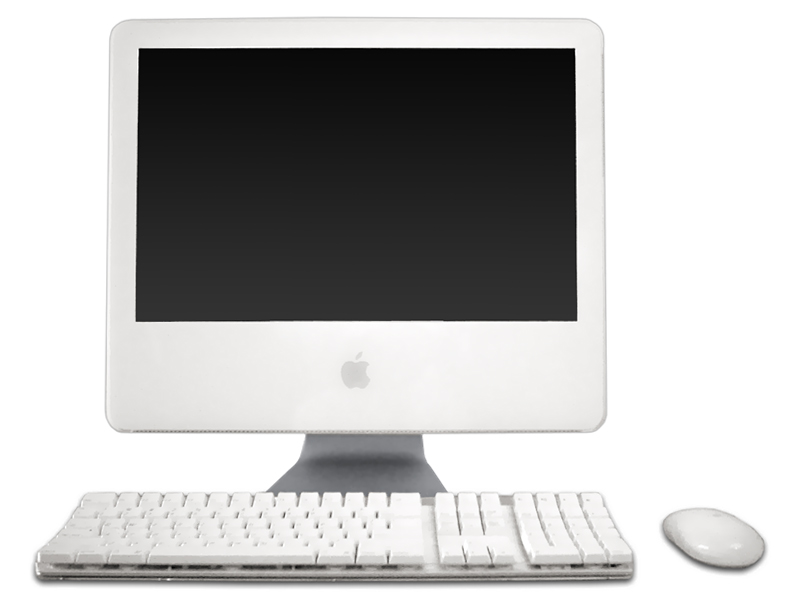
iMac G5 (2004年)

現代の家庭用省スペースパソコンの主流をなすのは、液晶ディスプレイ装置と本体を一体としたものである。黎明期のパソコンの中には、本体に1-3行程度の、プログラマブル電卓用などと同形式の液晶ディスプレイを内蔵するものもあったが、ここではそれらには触れず、省スペースパソコンの概念が確立して以降に登場した機種に限るものとする。
このようなタイプは、そのデザイン上の自由度が高く、さまざまな形態のものがあるが、その内部の配置を大雑把に分類すると、液晶パネルの背面にメインの基板とドライブ装置などを配置したものや、液晶パネルを支えるアームの基部にパソコン本体を内蔵したものなどがある。今日主に家庭向けとして一般的に見られるものは、17インチ以上の比較的大型の液晶パネル、特にワイド型の液晶パネルを用いているものが多い。一方、業務用でもこのような製品は多く使われており、一般事務用の場合はもちろん、特に不特定多数の人間が触れるような端末、あるいは窓口業務用の端末として使用される場合にはこの手の製品が選択されることが多い。
PC-9801Tのようなキーボード分離可能なラップトップ型が、この手の製品の走りであると思われる。また、現代の製品につながる流れとして、たとえば日本IBMのPS/55Eという機種がある。これは、機構的にはノート型PCの本体部分とディスプレイ部分の配置を換えたものと見るのが妥当なのだが、外見上は、最も小型のスリム型パソコンに液晶パネルを組み合わせたものといったほうがイメージしやすいだろう。これは、省エネルギーPCとしての側面をおおきく打ち出した機種であったが、結局このような形態から派生して、本体部分をより小さく、液晶パネル面積をより大きくという方向性で突き進めたのが現代の液晶ディスプレイ一体型パソコンであると考えられる。この手の製品は、富士通やソニー、日立、NECといった日本メーカのラインナップが充実している。海外のメーカでは、かつてはAppleのiMacシリーズが目立つくらいであまりたくさんの機種があるとはいえなかったが、ヒューレット・パッカード、デル、ASUSなどから低価格の一体型パソコンが続々と発売され、日本以外の国でも人気のある形態になってきている。

### CRTディスプレイ一体型

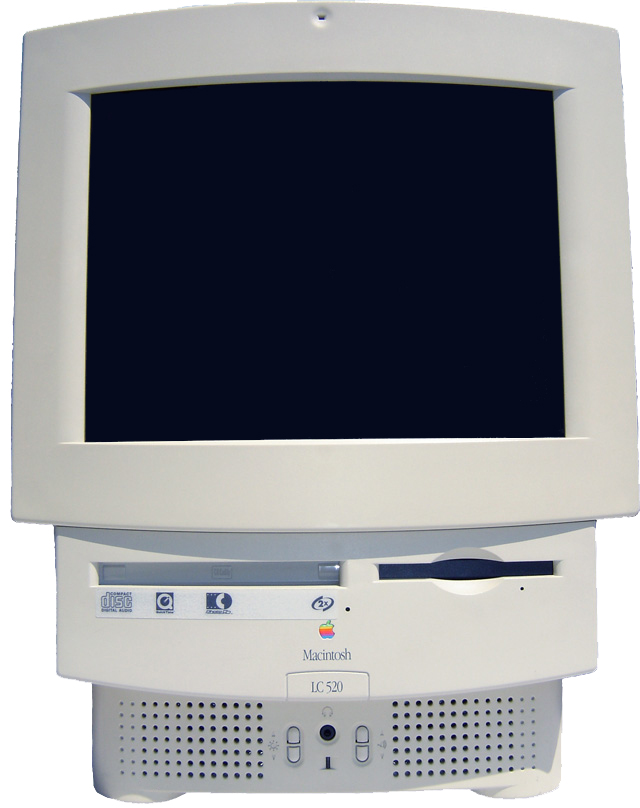
Macintosh LC520

かつて、一体型パソコンの主流は、CRTディスプレイ一体型のものであった。
CRTディスプレイ一体型の場合、CRTディスプレイとパソコン本体部分の配置のパターンとしては、ほぼCRTディスプレイの下にメイン基板やドライブ類を配置する形態のほぼ一択であり、他には、CRTの横にそれらを配置する例がわずかにあったに過ぎない。かつて日本で一斉を風靡したワープロ専用機では、CRTディスプレイの横にドライブ装置などを配したものも多かったから、対照的である。
このような形式はAppleの初代Macintoshなどで確立したものであると考えられる。コンパクトで拡張性はなく、必要な機能を最小限度の大きさで実現したものであったが、GUIの普及発展とマルチメディアコンテンツの利用の拡大に伴って、より大型のCRT装置を必要とするようになる。このような形態の機種は、その導入の容易さなどの観点から、主に家庭用のマルチメディア再生機として受け入れられたが、意図的に性能を制限していたような機種も多かった。また、CRT一体型には、デザイン上の制限が大きく、CRTの大型化に伴って、アップルのLC500シリーズのような頭でっかちなものも増えてきていた。また、CRTの下に各種ドライブを収めるようになっているので、初期のFDDのみのものはともかく、CD-ROMドライブなどを内蔵するようになると、どうしても腰高の印象を与えるものになってきてしまっていた。
こうした流れの中で、AppleのiMacはCRT一体型パソコンのデザインを再定義するものとなり、性能的にも当時十分なものを持っていたことから、マルチメディア端末、インターネット端末としてヒット商品となった。しかしながら、すでに液晶パネルの低価格化はかなり進んでおり、CRT一体型というジャンル自体が衰退する時期に差し掛かっていたため、Apple自身も、次の世代にあたるiMac G4以降は液晶ディスプレイ一体型の形態をとることとなった。

### オールインワンノート

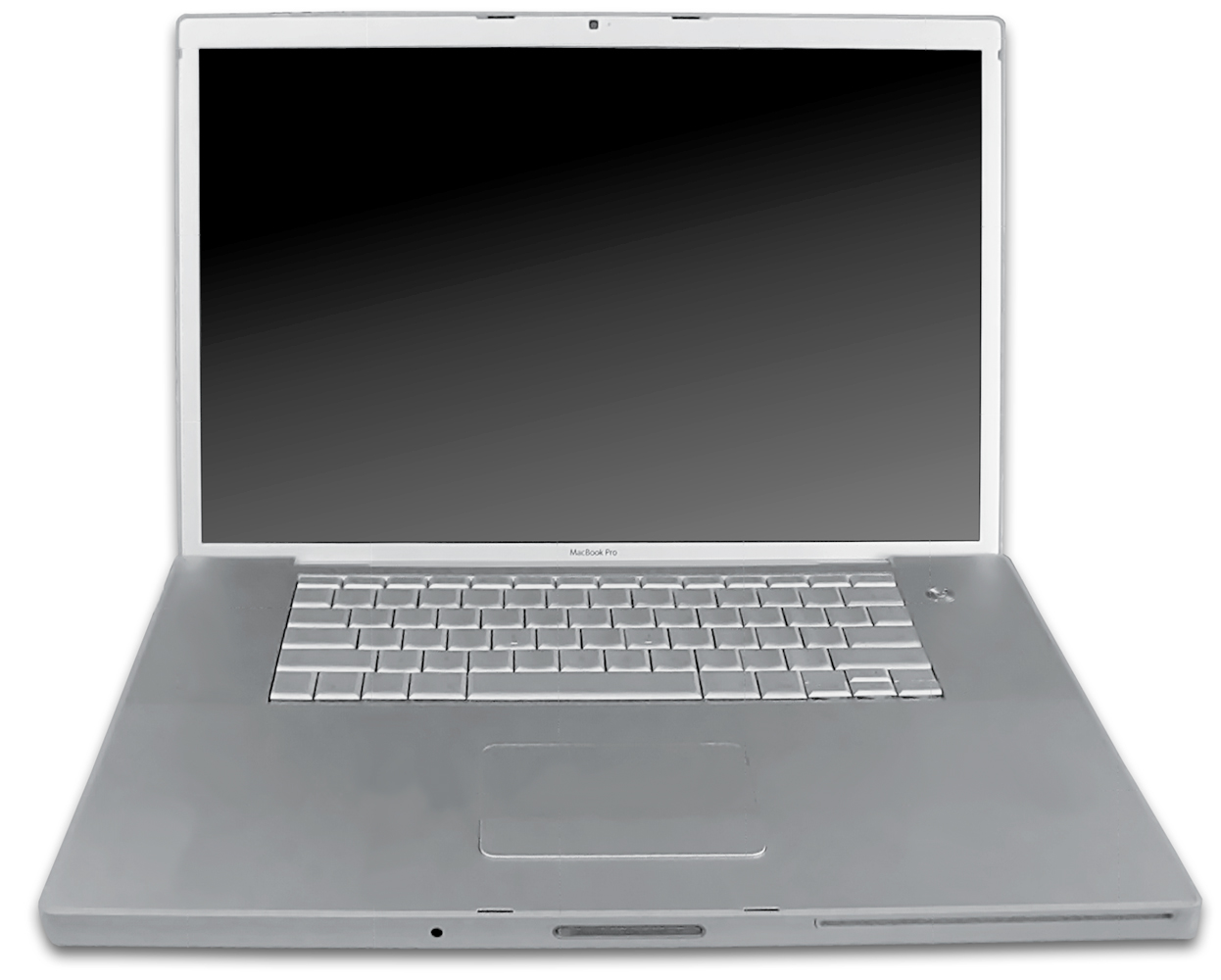
MacBook Pro (2006年)
17インチ大画面液晶パネルを搭載

歴史の中などではあまり詳しく触れなかったが、今日オールインワンノートパソコンの中には省スペースパソコンの一種として扱われるような機種も多く存在する。
鉄道など公共交通機関での移動が主流である日本において、あまり重いノートパソコンは持ち運ぶものとしては適さないとみなされている。具体的には今日の日本で3キログラムを超えるようなノートパソコンは、ほぼ省スペースパソコンや家庭内等での使用を想定しているといって良いだろう。一方アメリカなどでは、車での移動が主であることから、いわゆるオールインワンノートを持ち歩くのが当然であり、サブノートパソコンなどのジャンルはある意味で日本に特有のものと考えることもできる。
一方で現代の一般的なパソコン利用形態では、ノートパソコン用の省電力CPUなどの処理能力でも十分であり、オールインワンタイプのノートパソコンには、記録型DVDや大容量HDD、高速なI/Oアクセスを実現したSSD、またメモリなども必要十分なだけ搭載することが可能である。したがって、特にヘビーユースを志向したり、大画面が特別必要というのでないならば固定的に運用するようなパソコンでも、ノート型パソコンを利用することが可能であり、そうすれば省スペースであるばかりでなく、省エネルギーでもあり、かつ使わないときはしまって置けるし、いざというときにはメイン環境ごと持ち運ぶ事も可能になるなど、メリットは計り知れないといえる。したがって、オールインワンノートパソコンもまた省スペースパソコンの一形態として考えることができる。